# Templo de San Esteban de Mulhouse
El templo [de] San Esteban (en francés: temple Saint-Étienne) es la principal iglesia protestante de la ciudad de Mulhouse (Haut-Rhin). Sus dimensiones lo convierten en el edificio protestante más alto de Francia y su arquitectura le valió a menudo ser considerada como la «catedral» de Mulhouse.

## Historia

### El templo medieval (destruido en 1858)

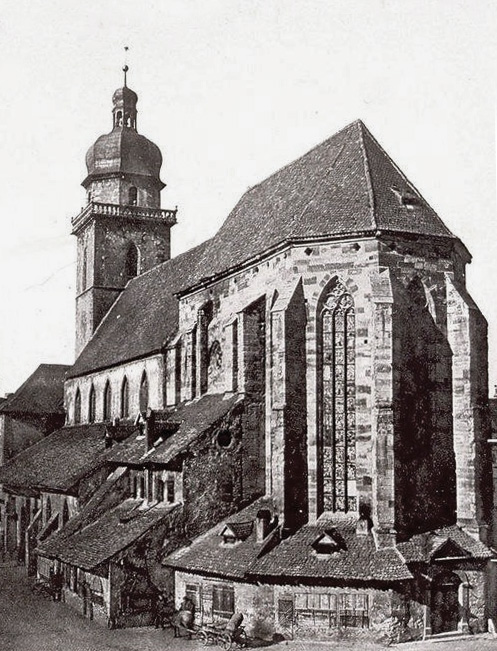
El antiguo templo.

El origen del templo de san Esteban es muy antiguo. Un nuevo edificio de estilo románico fue consagrado en 1186. En 1351, el coro, reconstruido en estilo gótico, fue a su vez consagrado.
Las naves laterales se reconstruyeron en 1504. La torre fue reelevada en 1510 y fue dotada con un bulbo barroco en 1707. En 1523, perseguidos en el área por los protestantes, los católicos fueron expulsados de San Esteban para dar paso al culto reformado.

### El templo actual

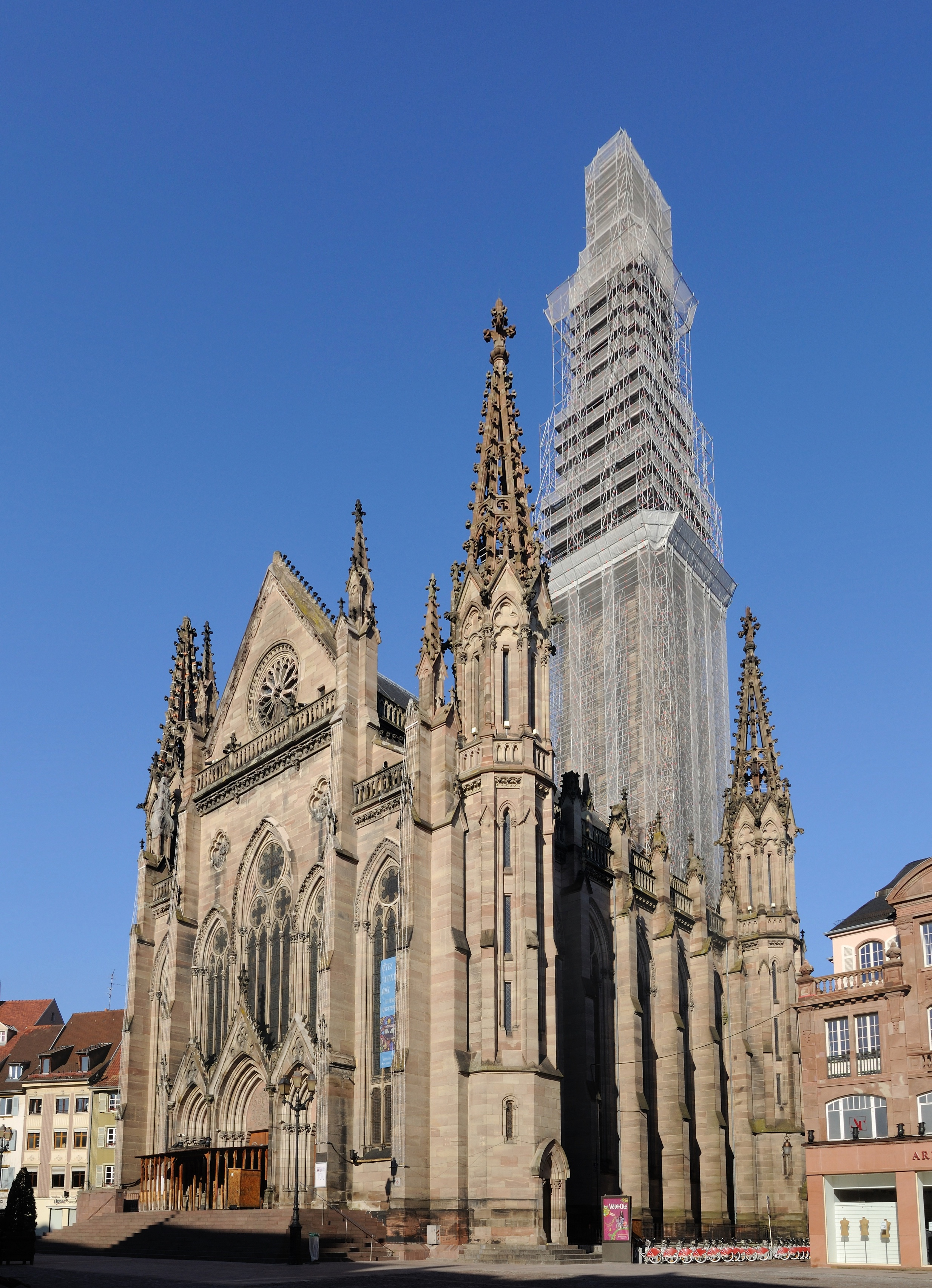
Trabajos de restauración del campanario, enero de 2010.

A mediados del siglo XIX, el consejo municipal decidió construir un nuevo edificio. Los planos neogóticos fueron realizados por el arquitecto Jean-Baptiste Schacre. La primera piedra fue colocada en 1859, y la inauguración oficial del edificio se llevó a cabo en 1866.
La flecha de la torre de la cabecera tiene 97 m de altura. Es no sólo la torre de iglesia más alta del Alto Rin, sino también el campanario protestante más alto de Francia.
El templo ha sido clasificado como monumento histórico desde el 27 de julio de 1995.
El templo está experimentando importantes obras de restauración exteriores e interiores, iniciadas en febrero de 2009 y que tendrán una duración prevista hasta 2019. Estas obras, que finalmente deben abarcar todo el edificio en su conjunto, se iniciaron con el andamiaje completo del campanario.

## Obras de arte
Entre las obras de arte recuperadas de la antigua iglesia, en particular, se incluye la excepcional colección de vidrieras del siglo XIV. Al llevar a cabo los planos de la iglesia, el arquitecto Schacre estaba obligado a reservar para ellos una ubicación elegida.
El edificio también ha mantenido los asientos del coro de 1637. El resto del mobiliario data de la época de la construcción. Destaca, en particular, el órgano de la manufactura Walcker Orgelbau de Ludwigsbourg datado en 1866 y que comprende desde su ampliación en 1953 un total de 70 juegos. El pequeño órgano de coro de la manufactura Guerrier de Willer data de 1978. El titular de estos instrumentos es Olivier Wyrwas.
La alta torre también alberga la mayor sonería de campanas protestantes que existe en Francia, fundidas en 1867 en Zúrich.